# The Amazing Spider-Man: Lethal Foes
The Amazing Spider-Man: Lethal Foes  (яп. スパイダーマン リーサルフォーズ Supaidāman Rīsaru Fōzu) — игра сайд-скроллер в жанре Экшн, разработанная Epoch Co. и Argent. Она была выпущена в Японии в 1995 году для Super Famicom. Игра основана на ограниченной серии комиксов The Lethal Foes of Spider-Man о супергерое Marvel Comics Человеке-пауке. За создание обложки были ответственны такие художники как Марк Багли, Карл Кесель и Пол Маунтс.

## Геймлпей
Для передвижения по уровню игрок может использовать способность Человека-паука раскачиваться на паутине. Каждый уровень необходимо пройти за определённое время, после чего последует сохранение игры. На протяжении всей игры Человек-паук сражается с различными противниками — Убийцами пауков, Жуком, Ящером, Мистерио, Алистером Смайтом, Зелёным гоблином, Скорпионом, Веномом, Доктором Осьминогом и Карнажем. Кроме того, в роликах между уровнями появляются союзники-супергерои, такие как Человек-факел, Спидбола и Железный Кулак.
Дополнительный контент разблокировался путём сканирования штрих-кодов с помощью Barcode Battler II, подключённого через Barcode Battler II Interface.

## Критика
После выхода игры, Famicom Tsūshin поставил ей 21 балл из 40. На сайте GameSpot игра имеет 7,2 балла из 10, а на портале GameFAQs — 3 звезды из 5.